# بارلیچ
بارلیچ (به صربی: Barelić) یک منطقهٔ مسکونی در صربستان است که در ناحیه پچینیا واقع شده‌است. بارلیچ ۱۶۱ نفر جمعیت دارد.